# 小野一彥
小野一彥（日語：小野 一彦／おの かずひこ），日本外交官，2022年2月－2023年4月擔任日本台灣交流協會高雄事務所所長。

## 經歷
- 2019年5月：日本駐塞班島領事事務所（日语：在サイパン領事事務所）所長
- 2022年3月：就任日本台灣交流協會高雄事務所所長
  - 3月25日：偕同夫人拜會高雄市長陳其邁，小野以一口流利的中文表示，盼與高雄市一同促進台日實質交流，並暢談高雄與日本拓展教育、農業、產業等合作的可能性與機會。台灣是日本重要的夥伴與朋友[1]。